# As-Nas

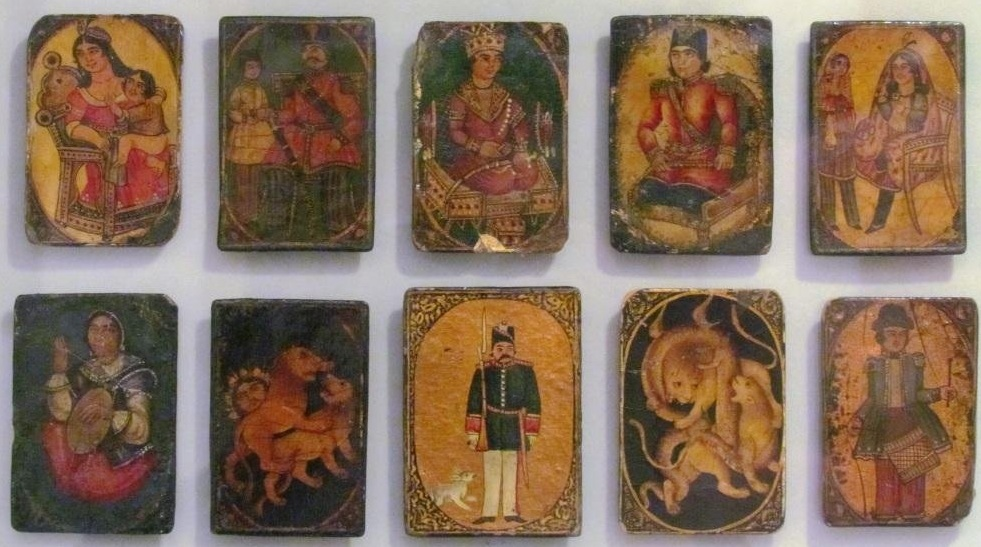
Thẻ bài As-Nas

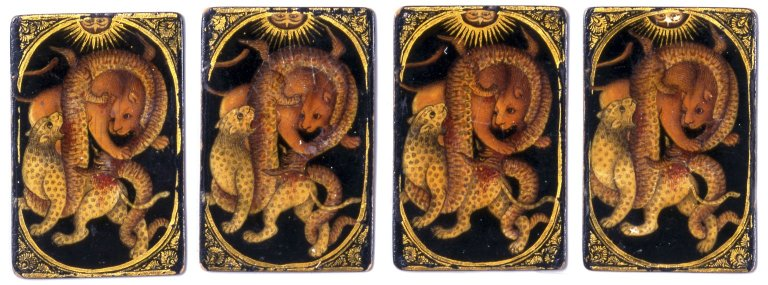
As

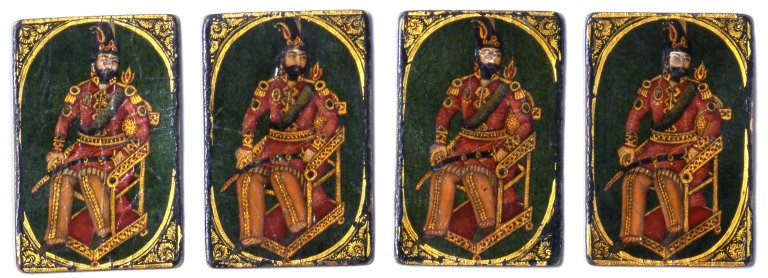
Shah

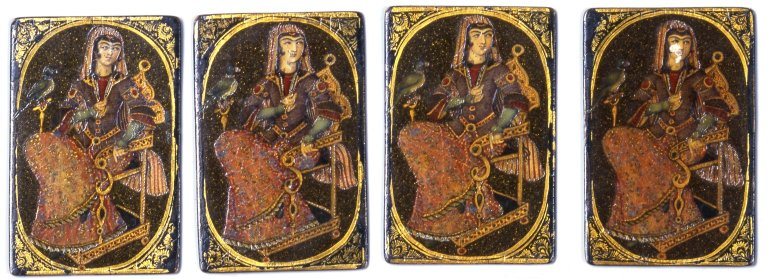
Bibi

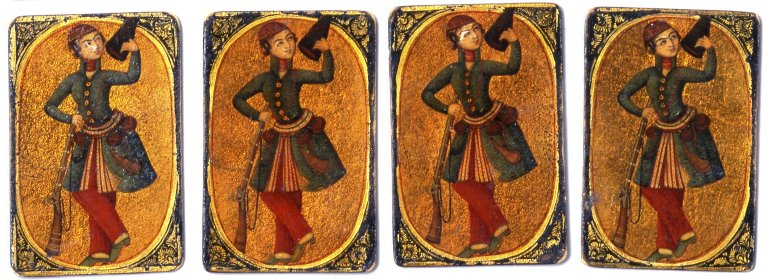
Serbaz

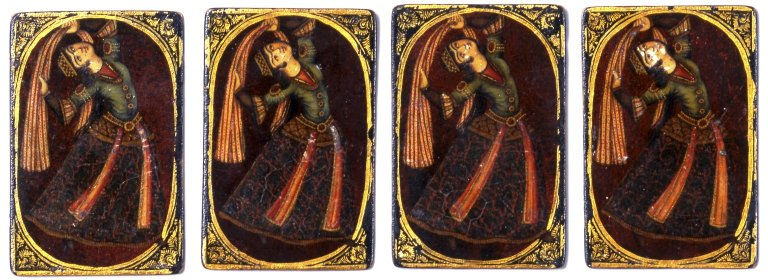
Couli

As-Nas (آس ناس) là một trò chơi bài hoặc loại thẻ chơi bài đã được chơi ở Ba Tư.

## Miêu tả
Thiết kế của các bộ bài As-Nas rất đơn giản, chỉ bao gồm năm mẫu thiết kế thẻ riêng lẻ, mỗi mẫu có một màu nền đặc biệt. Các thiết kế này được lặp lại bốn hoặc năm lần, để tạo ra tổng cộng 20 hoặc 25 thẻ. Vì thẻ Nas có dạng hình chữ nhật và tương đối nhỏ, ví dụ 4 cm × 6 cm (1,6 in × 2,4 in). Giống như thẻ Ganjifa, chúng thường được vẽ bằng tay, mặc dù một số ví dụ sau này sử dụng kỹ thuật cắt dán để thêm hình ảnh in sẵn lên nền đã vẽ. Thiết kế bộ bài này chỉ có "một đầu" (không vẽ cả hai đầu ở hai hướng, như các bộ bài tiêu chuẩn hiện đại) và không có chỉ mục hoặc tiêu đề. Tuy nhiên, màu nền cho phép người chơi nhận ra ngay những lá bài họ có trong tay. Thông thường các thẻ có đường viền trang trí, thường là hình vẽ bầu dục đặt trong khung hình chữ nhật.
Có sự đa dạng đáng kể trong hình ảnh được sử dụng để vẽ bộ bài này. Nói chung, 5 thiết kế có một con át chủ bài có thiết kế hình động vật và bốn thẻ bài có mặt. Số lượng và hình dạng bài như vậy đã tạo ra tên As-Nas của trò chơi này. As là thuật ngữ cho thẻ 'át chủ bài'. Nas, trong cả tiếng Ả Rập và tiếng Ba Tư, có nghĩa là 'người' hoặc 'nhân loại'. Do đó As-Nas sẽ đề cập đến bộ bài với con át chủ bài và một loạt bài có hình người. Các hình vẽ khác nhau cho thấy mọi người đến từ các tầng lớp xã hội khác nhau. Thông thường các thiết kế của thẻ như sau, từ cao nhất đến thấp nhất :
- As (آس): Át (ace). Thiết kế phổ biến bao gồm một con sư tử với mặt trời hoặc mặt trăng trong nền; Sư tử và/hoặc rồng trong chiến đấu, những con thú cắn nhau, đôi khi có báo hoặc các động vật khác được thêm vào; một thợ săn trên lưng ngựa, bị một con thú hoang tấn công.
- Shah (شاه): Vua, thường ngồi trên ngai vàng, hoặc đôi khi trên lưng ngựa.
- Bibi (بی‌بی): Quý bà, thường ngồi, ôm con.
- Serbaz (سرباز): Lính.
- Couli hoặc Lakat (لکات): thẻ thấp nhất, nói chung là một cô gái nhảy múa hoặc một cặp vũ công, hoặc nhạc sĩ.

Khác với các loại hình ảnh được mô tả ở trên, có thể tìm thấy các phiên bản thay thế khác nhau, ví dụ có các bộ bài chỉ có hoa, và các phiên bản khiêu dâm hoặc khiêu dâm.